# Vera am Mittag
Vera am Mittag war eine deutsche Talkshow, die vom 22. Januar 1996 bis zum 13. Januar 2006 beim Fernsehsender Sat.1 ausgestrahlt wurde. Moderiert wurde die Sendung von Vera Int-Veen.
Die Sendung wurde im VCC-Studio in Potsdam-Babelsberg auf dem Studiogelände der Medienstadt Babelsberg produziert und beschäftigte 210 Mitarbeiter. Produziert wurde Vera am Mittag von Vera Int-Veen selbst, die zugleich Produzentin mit ihrem im Jahr 2000 gegründeten Unternehmen time 2 talk Show Int-Veen GmbH gewesen ist. Am 25. Juni 2005 wurde ihre Sendung zum letzten Mal produziert; der Berliner Fernsehsender Sat.1 stellte die Produktion der Sendung ein und verlängerte den am 30. Juni 2005 auslaufenden Vertrag nicht. Am 13. Januar 2006 strahlte Sat.1 die Sendung letztmals aus. Insgesamt wurden seit Beginn bis zum Ende 2.064 Sendungen ausgestrahlt. Vera am Mittag war nahezu ein Jahrzehnt im deutschen Fernsehen zu sehen. Als Grund für die Einstellung des Formates nannte Sat.1 die Produktion von Sat.1 am Mittag, einem Nachrichtenmagazin. Dieses Format sollte die Informationslücke vom Vormittag zum Mittag im Hause Sat.1 schließen. Das Format erzielte jedoch weniger Quoten und wurde dann auf einen anderen Sendeplatz verlegt und schließlich ganz abgesetzt. Von 2. Januar 2007 bis 4. Juli 2008 wurde das ehemalige Erfolgsformat immer morgens um 10:00 Uhr mit dem Titel Vera in Sat.1 wiederholt.